# Třískolupy (Výškov)
Třískolupy (německy Schiessglock) jsou katastrální území a zaniklá vesnice v okrese Louny. Vesnice byla vysídlena a zbourána kolem roku 1970 při výstavbě Elektrárny Počerady. Katastrální území Třískolupy s výměrou 3,38 km² je součástí obce Výškov.

## Název
Název vesnice je složeninou obecného jména tříska a činitelského jména z kořene lup- slovesa lúpati (loupati). Jméno mohlo být posměšným označením vsi třískolupů, tj. lidí, kteří loupali třísky. Německý tvar vznikl zkomolením Českého názvu. Lidově se používal také název Šisglug. V historických pramenech se název vsi objevuje ve tvarech: Trezcolup (1207), Trziskelub (1403), Trzeskolup (1407), Trzieskolup (1411), „in Trzieskolupiech“ (nebo Trzeskolupiech, 1455), Trziskolupy (1542), Schiessglok (1715), Schißglock (1787) a Scheisglock a Schißglock (1846).

## Historie
První písemná zmínka o vesnici pochází z roku 1207.

## Obyvatelstvo
|           | 1869 | 1880 | 1890 | 1900 | 1910 | 1921 | 1930 | 1950 | 1961 | 1970 |
| --------- | ---- | ---- | ---- | ---- | ---- | ---- | ---- | ---- | ---- | ---- |
| Obyvatelé | 184  | 162  | 163  | 162  | 194  | 163  | 165  | 113  | 79   | 54   |
| Domy      | 25   | 25   | 23   | 26   | 32   | 31   | 32   | 35   | 17   | 15   |